# Monardella nana
Monardella nana är en kransblommig växtart som beskrevs av Asa Gray. Monardella nana ingår i släktet Monardella och familjen kransblommiga växter.

## Underarter
Arten delas in i följande underarter:
- M. n. arida
- M. n. leptosiphon
- M. n. nana
- M. n. tenuiflora